# Ludwika Śniadecka
Ludwika Śniadecka est une militante polonaise dans l'Empire ottoman pendant le partage de la Pologne née le 4 août 1802 à Vilnius et morte le 22 février 1866 à Constantinople.

## Biographie
Elle est la fille de Jędrzej Śniadecki et de Konstancja Mikułowska. Śniadecka est l'amour de jeunesse non partagé de Juliusz Słowacki — commémoré dans la correspondance et les œuvres du poète,,.
En 1842, elle rencontre Michał Czajkowski (pl) à Constantinople. Après s'être convertie à l'islam, elle devient son épouse et le soutient sans compter dans ses activités politiques, notamment la fondation de Polonezköy, une colonie polonaise près de Constantinople. Elle a été enterrée à Adampol.
Sympathisante de l'Empire russe, elle accuse le catholicisme de séparer les Polonais de « la grande famille slave ».

## Postérité
Le Scamandrite Stanisław Baliński lui dédie son poème Ziemia z Jaszun.